# Alexander Bolaños
Pour les articles homonymes, voir Bolaños (homonymie).
Alexander Bolaños (de son vrai nom Jancer Romario Bolaños Cassiera) est un footballeur équatorien né le 23 mai 1994 à Esmeraldas. Il évolue au poste d'attaquant avec le club chilien d'Independiente del Valle.
Le 19 juillet 2024, Independiente del Valle résilie le contrat du joueur après avoir découvert qu'il avait falsifié son nom et son âge (prétendument né le 12 décembre 1999). En réaction, la Fédération équatorienne de football lui impose une suspension de 3 ans.

## Biographie

### En sélection
Avec les moins de 20 ans, Bolaños participe au championnat sud-américain des moins de 20 ans en début d'année 2019. Lors de cette compétition, il joue quatre matchs. L'Équateur remporte le tournoi en enregistrant un total de six victoires.

## Palmarès
- Vainqueur du championnat sud-américain des moins de 20 ans en 2019 avec l'équipe d'Équateur des moins de 20 ans